# بابورام بهاتارای
بابورام بهاتارای (نپالی: डा. बाबुराम भट्टराई؛ زادهٔ ۱۸ ژوئن ۱۹۵۴) یک سیاست‌مدار اهل نپال است.وی از اوت ۲۰۱۱ تا مارس ۲۰۱۳ نخست‌وزیر این کشور بود.